# Nieuw Nederlandsch Biografisch Woordenboek

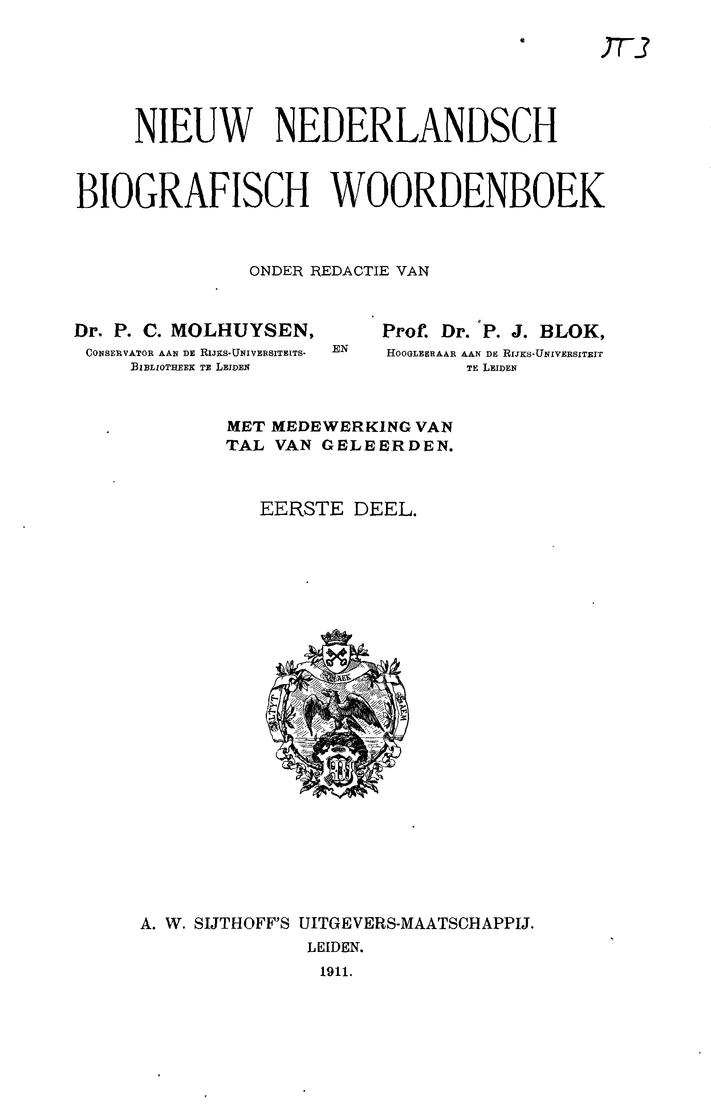
Titelseite des ersten Bandes des Nieuw Nederlandsch Biografisch Woordenboek

Das Nieuw Nederlandsch Biografisch Woordenboek (NNBW) (deutsch: Neues Niederländisches Biographisches Wörterbuch) ist eine niederländische Nationalbiographie, die zwischen 1911 und 1937 in zehn Teilen bei Sijthoff in Leiden unter der Redaktion von Philipp Christiaan Molhuysen und Petrus Johannes Blok erschien. Sie umfasst die Kurzbiographien von über 22.000 namhaften Niederländern mit Todesdatum bis 1910. 
Nachfolgeprojekt des NNBW ist das Biografisch Woordenboek van Nederland (BWN).
Das biografische Nachschlagewerk wurde in einem gemeinsamen Projekt des Instituut voor Nederlandse Geschiedenis (Institut für Niederländische Geschichte, ING) und der Digitale Bibliotheek voor de Nederlandse Letteren (DBNL) digitalisiert und ist auf den Internetseiten der jeweiligen Einrichtungen kostenlos zugänglich.